# Sylvain Fridelance
Sylvain Fridelance (14 de julio de 1995) es un deportista suizo que compite en triatlón.
Ganó una medalla de bronce en el Campeonato Mundial por Relevos Mixtos de 2023 y una medalla de plata en el Campeonato Europeo de Triatlón de 2018, también en el relevo mixto.

## Palmarés internacional
| Campeonato Mundial por Relevos Mixtos | Campeonato Mundial por Relevos Mixtos | Campeonato Mundial por Relevos Mixtos | Campeonato Mundial por Relevos Mixtos |
| Año                                   | Lugar                                 | Medalla                               | Prueba                                |
| ------------------------------------- | ------------------------------------- | ------------------------------------- | ------------------------------------- |
| 2023                                  | Hamburgo (Alemania)                   | Medalla de bronce                     | Relevo mixto                          |
| Campeonato Europeo                    |                                       |                                       |                                       |
| Año                                   | Lugar                                 | Medalla                               | Prueba                                |
| 2018                                  | Glasgow (Reino Unido)                 | Medalla de plata                      | Relevo mixto                          |